# Montverde Academy
A Montverde Academy magániskola a floridai Montverdében. Az iskola arról ismert, hogy kiemelkedő sportolókat, főleg kosárlabdázókat nevel.
Az iskola sportprogramja állami szinten nem versenyez, csak országosan. A USA Today 2017-ben az évtized legjobb kosárlabda-programjának nevezte. Ismert kosárlabdázóik közé tartozik a National Basketball Association 2023-as legértékesebb játékosa, Joel Embiid, illetve D’Angelo Russell, Scottie Barnes és Ben Simmons is.

## Ismert sportolók
- Precious Achiuwa (1999–), nigériai kosárlabdázó
- Solomon Alabi (1988–), nigériai kosárlabdázó[3]
- Scottie Barnes (2001–), amerikai kosárlabdázó
- RJ Barrett (2000–), kanadai kosárlabdázó[4]
- James Bell (1992–), amerikai kosárlabdázó
- Jordan Caroline (1996–), amerikai kosárlabdázó
- Cade Cunningham (2001–), amerikai kosárlabdázó
- Oumar Diakhite (1993–), szenegáli labdarúgó
- Joel Embiid (1994–), kameruni kosárlabdázó[5]
- Michael Frazier II (1994–), amerikai kosárlabdázó
- Patricio Garino (1993–), argentin kosárlabdázó
- Kasey Hill (1993–), amerikai kosárlabdázó
- Dakari Johnson (1995–), amerikai kosárlabdázó
- Balša Koprivica (2000–), szerb kosárlabdázó[6]
- Christ Koumadje (1996–), csádi kosárlabdázó
- Francisco Lindor (1993–), Puerto Ricó-i kosárlabdázó[7]
- Moses Moody (2002–), amerikai kosárlabdázó
- Doral Moore (1997–), amerikai kosárlabdázó
- Szandro Mamukelasvili (1999–), grúz kosárlabdázó
- Luc Mbah a Moute (1986–), kameruni kosárlabdázó
- Andrew Nembhard (2000–), kanadai kosárlabdázó
- Landry Nnoko (1994–), kameruni kosárlabdázó
- Haukur Pálsson (1992–), izlandi kosárlabdázó[8]
- Ruszlan Patyejev (1990–), orosz kosárlabdázó
- Micah Potter (1998–), amerikai kosárlabdázó
- Anthony Pérez (1993–), venezuelai kosárlabdázó[9]
- Filip Petrušev (2000–), szerb kosárlabdázó
- D’Angelo Russell (1996–), amerikai kosárlabdázó
- Matheus Silva (1996–), brazil labdarúgó
- Simisola Shittu (1999–), kanadai kosárlabdázó
- Ben Simmons (1996–), ausztrál kosárlabdázó[5]
- Devin Williams (1994–), amerikai kosárlabdázó
- L. D. Williams (1988–), amerikai kosárlabdázó
- Pavel Zaharov (2001–), orosz kosárlabdázó